# (5084) Gnedin
(5084) Gnedin (1977 FN1) – planetoida z pasa głównego asteroid okrążająca Słońce w ciągu 5,59 lat w średniej odległości 3,15 j.a. Odkryta 26 marca 1977 roku.